# Мальоцци, Альберто
Альберто Мальоцци (итал. Alberto Magliozzi; род. 1949) — итальянский гламурный фотограф.
За свои тридцать лет работы с фотографией, создал много работ известных женщин Италии и других стран, в некоторых случаях создавая споры и скандалы, которые иногда имели международный резонанс.

## Биография
Родился 17 сентября 1949 года в городе Неттуно и был первым из трех братьев в семье Гастоне и Виттории Либерати.
Когда Альберто было шесть лет, его мать, заметив интерес сына к музыке, заставила его брать частные уроки игры на фортепиано и аккордеоне. Желая стать музыкантом, он путешествовал по Европе, посетив концерт Тони Эспозито, был очарован им и тоже решил стать барабанщиком. В 1967 году Альберто собрал коллектив Bum Group, с которым выступал в различных клубах. В 1969 году познакомился с гитаристом Питером Ван Вудом, который предложил отправиться в тур по Италии с Ренато Расселом.
На острове Эльба, они попали на вечер музыки и моды с участием модельера Эмилио Шуберта. У Альберто Мальоцци всегда была с собой Leica M3, и он решил сфотографировать моделей, а Шуберт попросил Альберто показать снимки. Через несколько недель они встретились в Риме, где Шуберт высоко оценил снимки и посоветовал Мальоцци посвятить себя фотографии. Альберто почти сразу последовал его совету, оставив мир музыки и переехав в Милан, чтобы пройти курсы профессиональной фотографии и сотрудничая до 1990 года с фотографом Франческо Эскаларом — звёздным портретистом.
В числе работ Альберто Мальоцци значительную часть составили фотографии моделей, актрис и представительниц шоу-бизнеса. Услугами фотографа пользовались Мануэла Аркури, Анна Николь Смит, Адриана Скленарикова, Фернанда Лима, Тайра Бэнкс, Франческа Реттондини, Милена Микони и многие другие. На кинофестивалях Мальоцци создал фотографии Шэрон Стоун, Николь Кидман и Деми Мур.
Работы итальянского фотографа печатались в журналах, он создавал гламурные календари, некоторые из его работ получили скандальную известность.
Свои фотографии он представлял на выставках в Италии и Европе, также Альберто Мальоцци был в числе жюри различных конкурсов.

Некоторые работы
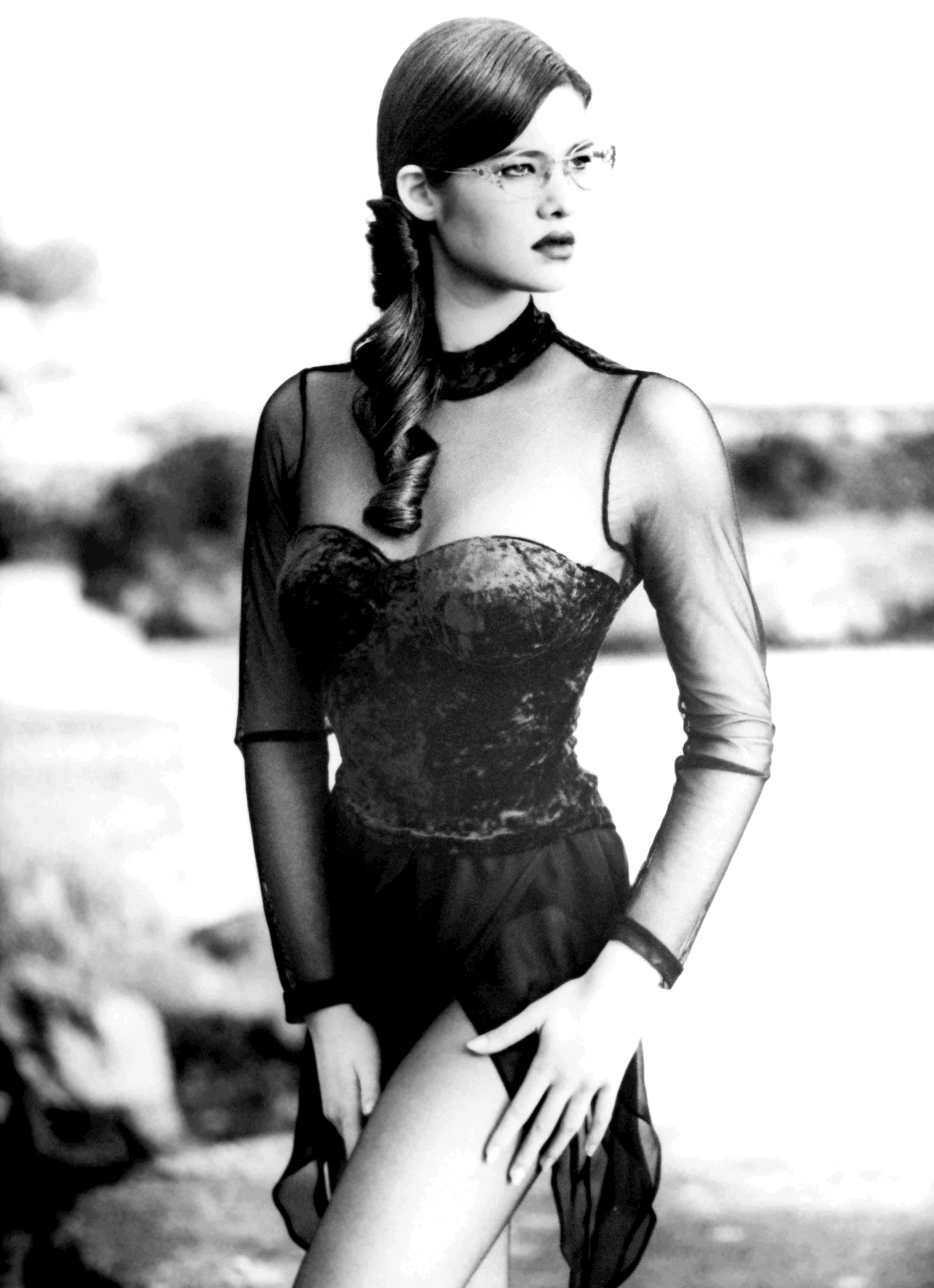
Мануэла Аркури
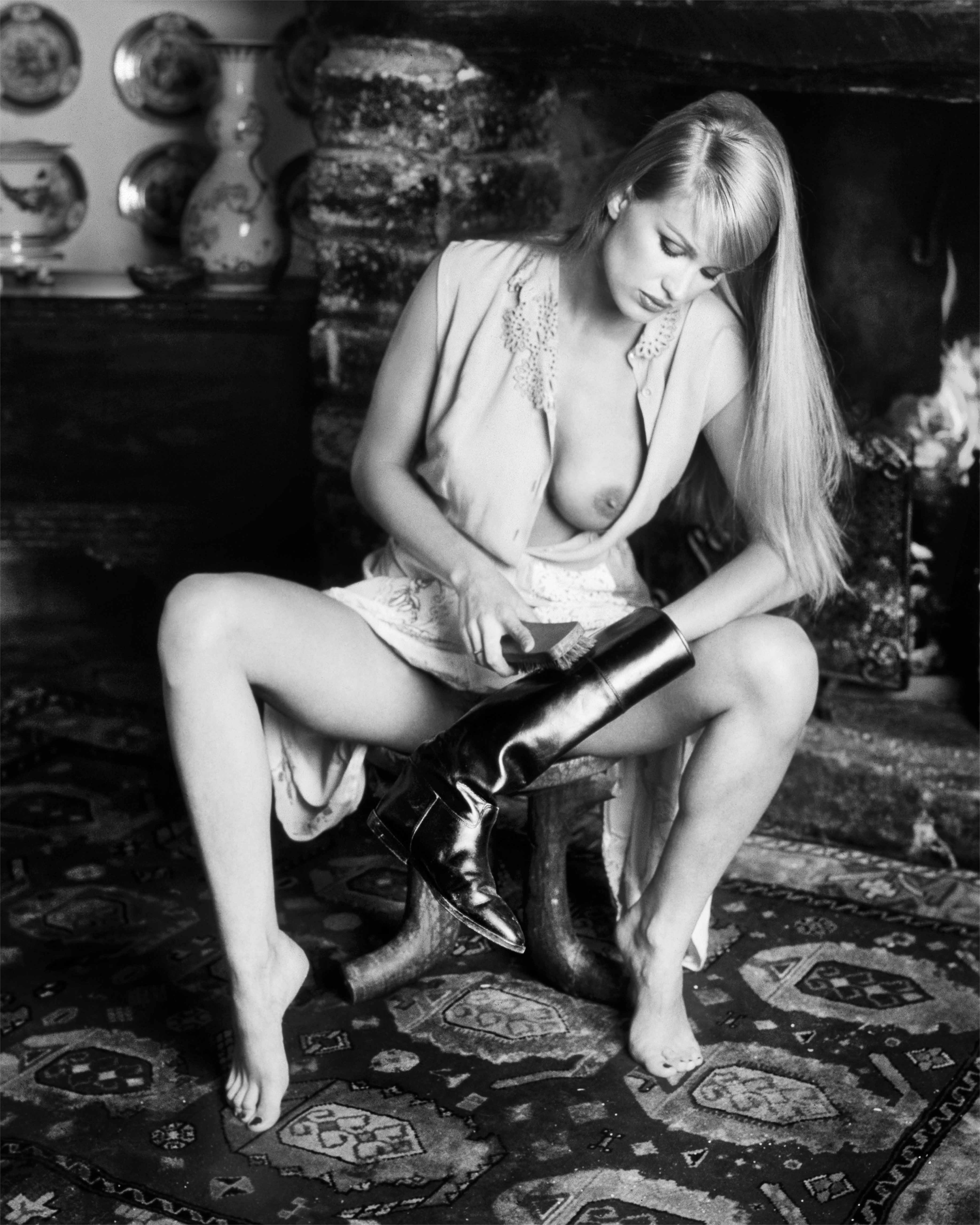
Эва Хенгер
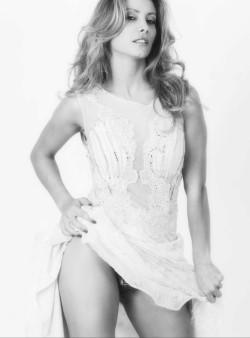
Антонелла Сальвуччи
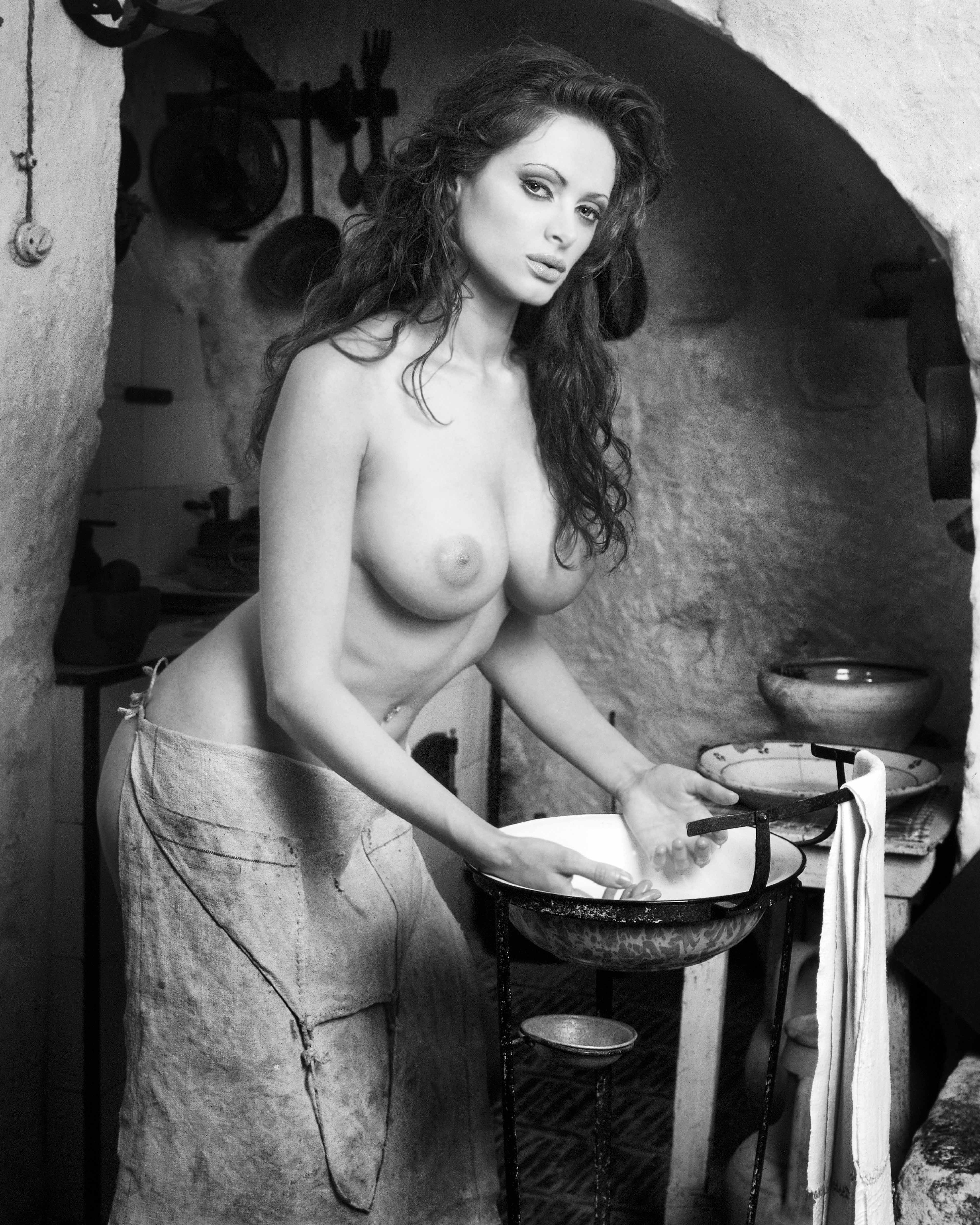
Франческа Тритто
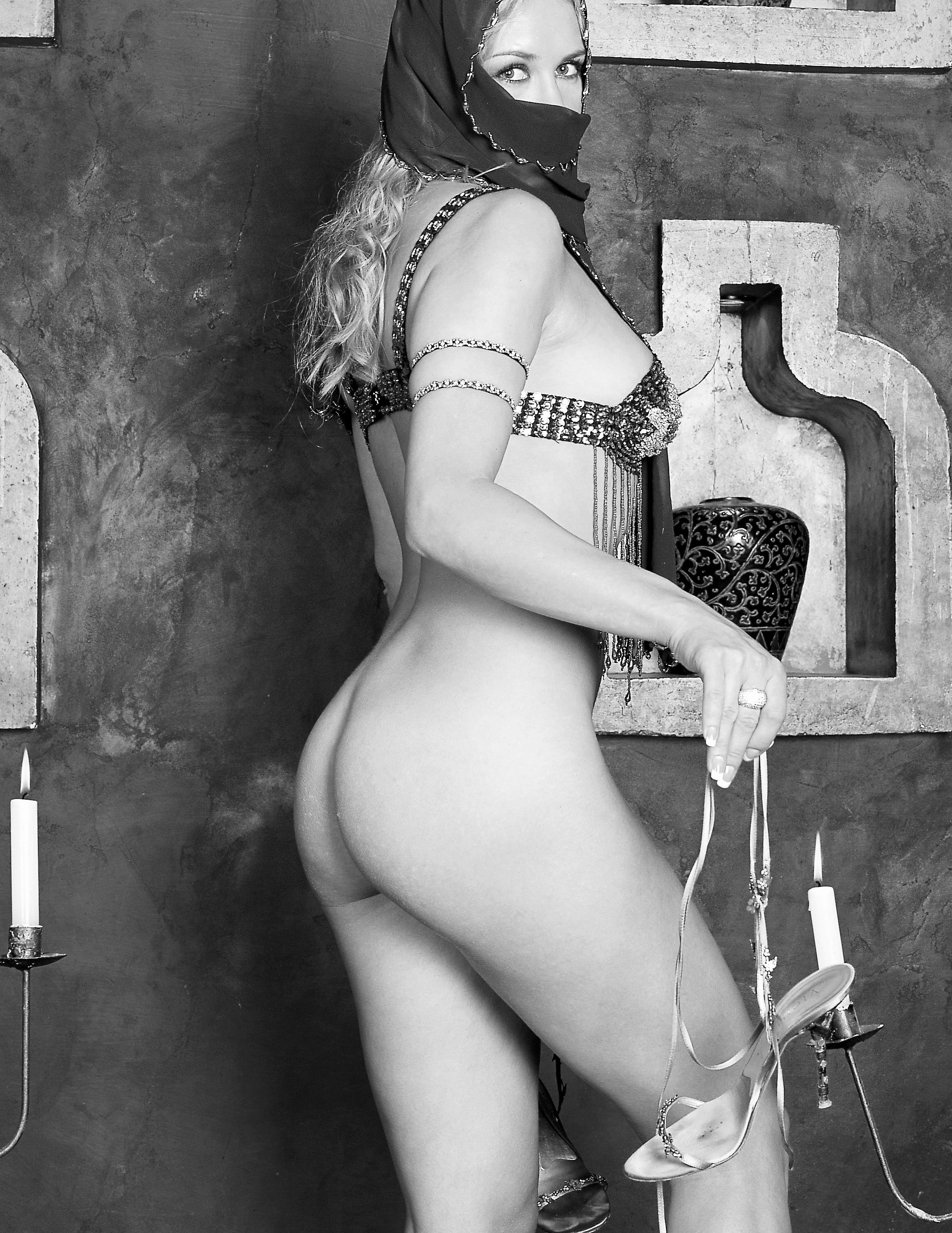
Людмила Деркач